# Guarani de Palhoça Futebol Ltda.
O Guarani de Palhoça Futebol Ltda, mais conhecido como Bugre Palhocense, é um clube de futebol brasileiro sediado na cidade de Palhoça, em Santa Catarina. Fundado em 15 de fevereiro de 1928.

## História
Em 15 de fevereiro de 1928, um grupo de rapazes reunidos no Clube Sete de Setembro, em Palhoça, resolveram fundar um time de futebol, ao qual deram o nome de Guarani Futebol Clube. O nome foi uma homenagem aos índios da região. Os fundadores foram Augusto Haeming, Ivo Zacchi, João Otávio Pamplona, Jacob Santana Silveira, José Knabben, Nilo Dias e Silvio Zacchi. Até o final de 1931, o time não possuía campo e jogava suas partidas no terreno onde hoje funciona a Escola Básica Wenceslau Bueno.
Em 1932, o Sr. Juliano Lucchi doou um terreno para o time na localidade conhecida como Patural, onde foi construído o estádio próprio. Também foi organizada a primeira diretoria, tendo como presidente o Sr. Alécio Zacchi. Em 1936, o Guarani paralisou suas atividades. Em 1937, o Sr. Candinho Carioca fundou o América Futebol Clube, que passou a utilizar o campo e a sede social pertencentes ao Guarani. Em 1939, o Sr. Candinho voltou para o Rio de Janeiro. Em 1940, o Guarani FC foi reativado. Em 1942 e 1943 pausou as atividades por um período de dois anos. Em 1944, tendo como presidente o Sr. João Otávio Pamplona, o Guarani retorna novamente às suas atividades.
Em 1953, era elaborado o primeiro estatuto do clube durante a presidência do Sr. João Otávio Pamplona. O mesmo estatuto viria a ser atualizado e revisado por mais quatro vezes: em 1977 na presidência do Sr. Nazarildo Tancredo Knabben, em 1992 na gestão do Sr. Waldir Wagner Filho, em 1996 durante a presidência do Sr. Rudnei Frizzo Martins e em 2002 na presidência do Sr. Moisés Maurilo Mazzola.
Em 1966, em homenagem ao homem que mais vezes foi presidente do Guarani, o estádio foi batizado com o nome de João Otávio Pamplona. Em 1967, os Senhores Plácido Zacchi e Lino Weiss tiveram a primeira audiência para a construção do novo estádio que viria a ser chamado de Renato Silveira, que era filho do então Governador do Estado de Santa Catarina, atleta do clube e que, mais tarde, viria a tornar-se presidente. Em 1971, o estádio João Otávio Pamplona esteve em atividade até o final do ano quando foi trocado por um terreno perto da Praça Sete de Setembro com a Prefeitura Municipal. O novo campo foi construído pelo então Governador de Santa Catarina, Sr. Ivo Silveira, que é natural de Palhoça. Em 1972, é inaugurado o Estádio Renato Silveira com uma partida entre o Guarani FC e o Saldanha da Gama. O presidente na época era o Sr. Francisco de Assis Tancredo.
Em 1978, o Guarani começa a participar dos campeonatos municipais de Palhoça, conquistando os títulos em 1978, 1985, 1986, 1994, 1995, 1998 e 1999. Em 1996, na gestão do Sr. Rudnei Frizzo Martins, através do empenho do então vereador e ex-presidente, Edson Ari Bernardo, foi conseguida a tão sonhada iluminação do campo, permitindo a realização de jogos noturnos. A primeira partida realizada à noite foi entre as equipes do Guarani FC e Atlântico da Barra do Arirú, partida válida pelo Campeonato Municipal de Palhoça.
Em 2000, sob a Presidência de Amaro José da Silva Júnior, surgiu a ideia, juntamente com o Prefeito Paulino Schmidt, de profissionalizar o clube e participar do Campeonato Catarinense de Profissionais. Em sua primeira participação, o Guarani conquistou a terceira colocação na segunda divisão.
Em março de 2002, houve nova estruturação, onde o Guarani passou a denominar-se Sociedade Esportiva, Recreativa e Cultural Guarani, que tem por finalidade o caráter filantrópico, beneficente, educativo, cultural, artística e a prática desportiva e recreativa em geral. Em 2003, a SERC Guarani conquistou o segundo turno da competição e o campeonato catarinense da segunda divisão de profissionais vencendo na final a equipe do União, da cidade de Timbó, conquistando assim a vaga na primeira divisão do campeonato Catarinense de profissionais.
Em 2004, participa pela primeira vez da primeira divisão do campeonato catarinense de profissionais, classificando-se para o quadrangular final, mantendo a chance de ser campeão até a última partida. Conquistando logo em sua primeira participação a quarta colocação. Em 2005, novamente participa da elite do futebol catarinense, conseguindo classificação para segunda fase e terminando a competição na sexta colocação.
Em 2006, participou do campeonato Catarinense da primeira divisão e também da Divisão especial, conseguindo classificação com cinco rodadas de antecedência para disputa da elite de 2007. Em 2007, em sua quarta participação e primeira por pontos corridos do campeonato catarinense da primeira divisão, terminou esta participação na sétima colocação na classificação geral.
Em 2008, o ano não foi dos melhores para o Bugre. A equipe caiu da primeira para a segunda divisão do Campeonato Catarinense, num ano que caíram 3 equipes. O Guarani ainda não pode mandar seus jogos no estádio Renato Silveira, em Palhoça. Os jogos do clube foram realizados na Ressacada e no Orlando Scarpelli. A Divisão Especial, equivalente à segunda divisão do catarinense, foi disputada no mesmo ano, mas a diretoria resolveu não participar da competição, por diversas razões: A ressaca do rebaixamento, falta de recursos e uma ação na justiça desportiva contra o Cidade Azul de Tubarão que jogou com um atleta irregular em três rodadas do Catarinense, mas infelizmente o recurso nem foi julgado.[carece de fontes?]
Em 2009, o Guarani disputou a Série C e acabou ficando em segundo lugar, perdendo a final para a equipe do XV de Indaial.[carece de fontes?]
Em 2010, o Guarani volta a ser vice-campeão da Divisão de Acesso, e consegue a vaga para a Segundona porque o Próspera acabou desistindo de disputar o Campeonato.[carece de fontes?]
Em 2012, o Guarani foi campeão do primeiro turno da Divisão Especial e voltou à elite do futebol Catarinense, o time ainda decidiu o segundo turno, vencendo a equipe do Juventus. Na grande decisão, o Guarani venceu o primeiro jogo por 1 a 0 em Palhoça. no segundo jogo, em Jaraguá do Sul, o time conseguiu segurar o empate em 0 a 0 e, assim, conquistou o seu segundo titulo como profissional.
Em 2013, o Guarani conseguiu uma forte parceria com empresa PAR Esporte Ltda, do ex-jogador de futebol Sávio e do ex-jogador de voleibol Renan. O estádio Renato Silveira foi reformado para a disputa da Primeira Divisão, uma grande arquibancada foi construída, além de reformas nas outras duas arquibancadas, vestiários, cabines de imprensa, camarotes e muitos outros detalhes que deixaram o estádio de cara nova. Com a 9ª colocação, o clube acabou sendo rebaixado para a Segunda Divisão. Meses depois, o Guarani disputou a Copa Santa Catarina, terminando na 3ª colocação e conseguindo a tão sonhada vaga para a Série D.
Sem a parceria com a PAR Esporte Ltda, que rescindiu o contrato com o clube, o Guarani voltou a disputar, em 2014, a Série B do Campeonato Catarinense. Com grande campanha dentro de campo, o clube foi vice-campeão, retornando a elite do futebol catarinense. No mesmo ano, o Guarani disputou pela primeira vez na sua história uma competição nacional. Graças a 3ª colocação na Copa Santa Catarina do ano anterior, o Bugre conseguiu uma vaga na Série D do Campeonato Brasileiro, que foi disputada simultaneamente com a Segundona do Estadual. O Guarani terminou a Série D na 35ª colocação, conseguindo uma vitória, na estreia da competição contra a Cabofriense no Rio de Janeiro.
Em 2015, o Guarani disputou a Série A do Campeonato Catarinense. Após perder a vaga no Hexagonal final da competição por um ponto, o Bugre disputou o Quadrangular do Rebaixamento, e, novamente por um ponto, foi rebaixado. Porém, o Atlético de Ibirama desistiu de disputar a competição em 2016 e o Guarani se manteve na primeira divisão.
Em 2016, o Guarani ficou na última posição do Turno da Série A do Campeonato Catarinense. No returno, mesmo com a 6º colocação, a equipe acabou sendo rebaixada à Série B do catarinense, pois ficou na 9ª posição da classificação geral, atrás apenas do Camboriú.
Em 2017 o clube ficou na quinta colocação da Série B. Em 2018 o clube ficou na nona colocação, uma posição atrás do rebaixado Operário de Mafra. 
Em 2023 o clube ficou na terceira colocação da primeira fase e garantiu vaga a semifinal. Na semifinal o clube sucumbiu diante o Nação.
Em 2024 o clube faz uma péssima campanha na serie B ficando em 9º colocado na tabela geral e acaba sendo rebaixado para serie C do catarinense em 2025.

## Títulos
| ESTADUAIS  | ESTADUAIS                        | ESTADUAIS  | ESTADUAIS                                 |
|            | Competição                       | Títulos    | Temporadas                                |
|            | Campeonato Catarinense - Série B | 2          | 2003 e 2012                               |
| MUNICIPAIS | MUNICIPAIS                       | MUNICIPAIS | MUNICIPAIS                                |
|            | Competição                       | Títulos    | Temporadas                                |
|            | Campeonato Palhocense de Futebol | 7          | 1978, 1985, 1986, 1994, 1995, 1998 e 1999 |
| ---------- | -------------------------------- | ---------- | ----------------------------------------- |

### Campanhas de Destaque
- 4º lugar no Campeonato Catarinense - Série A: 1: (2004)
- 2º lugar no Campeonato Catarinense - Série B: 1: (2014)
- 3º lugar na Copa Santa Catarina: 1: (2013)

## Estádio

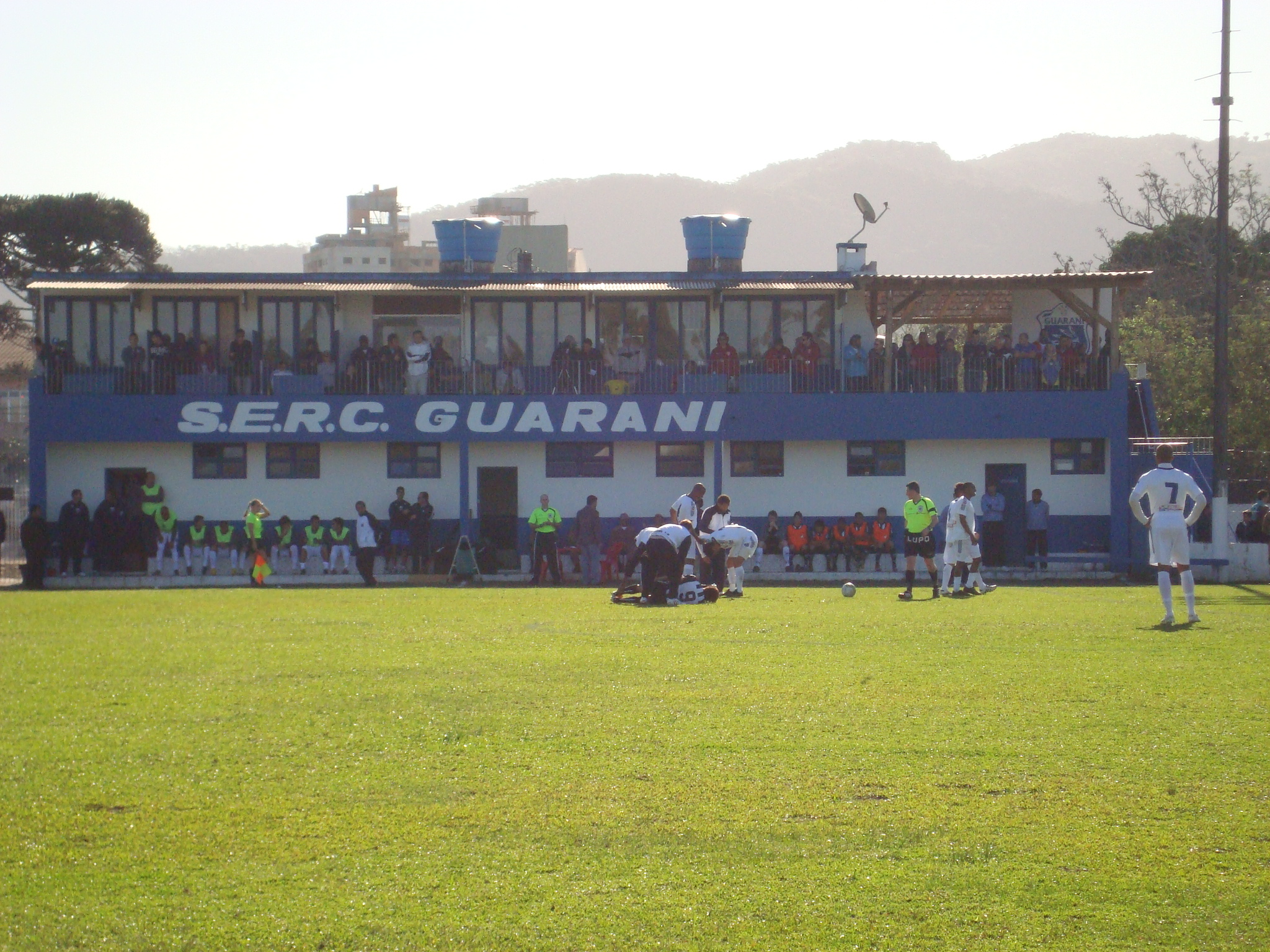

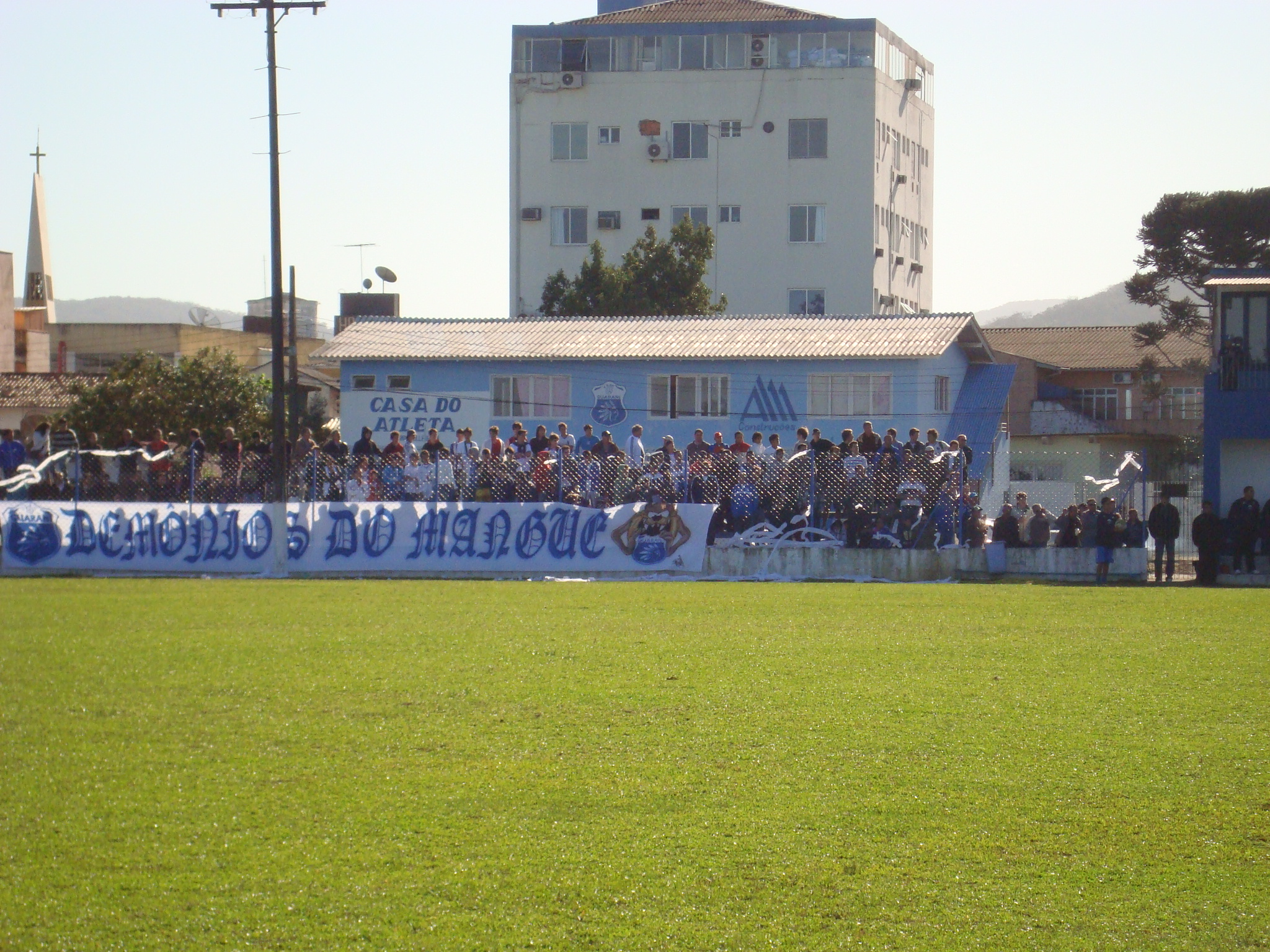

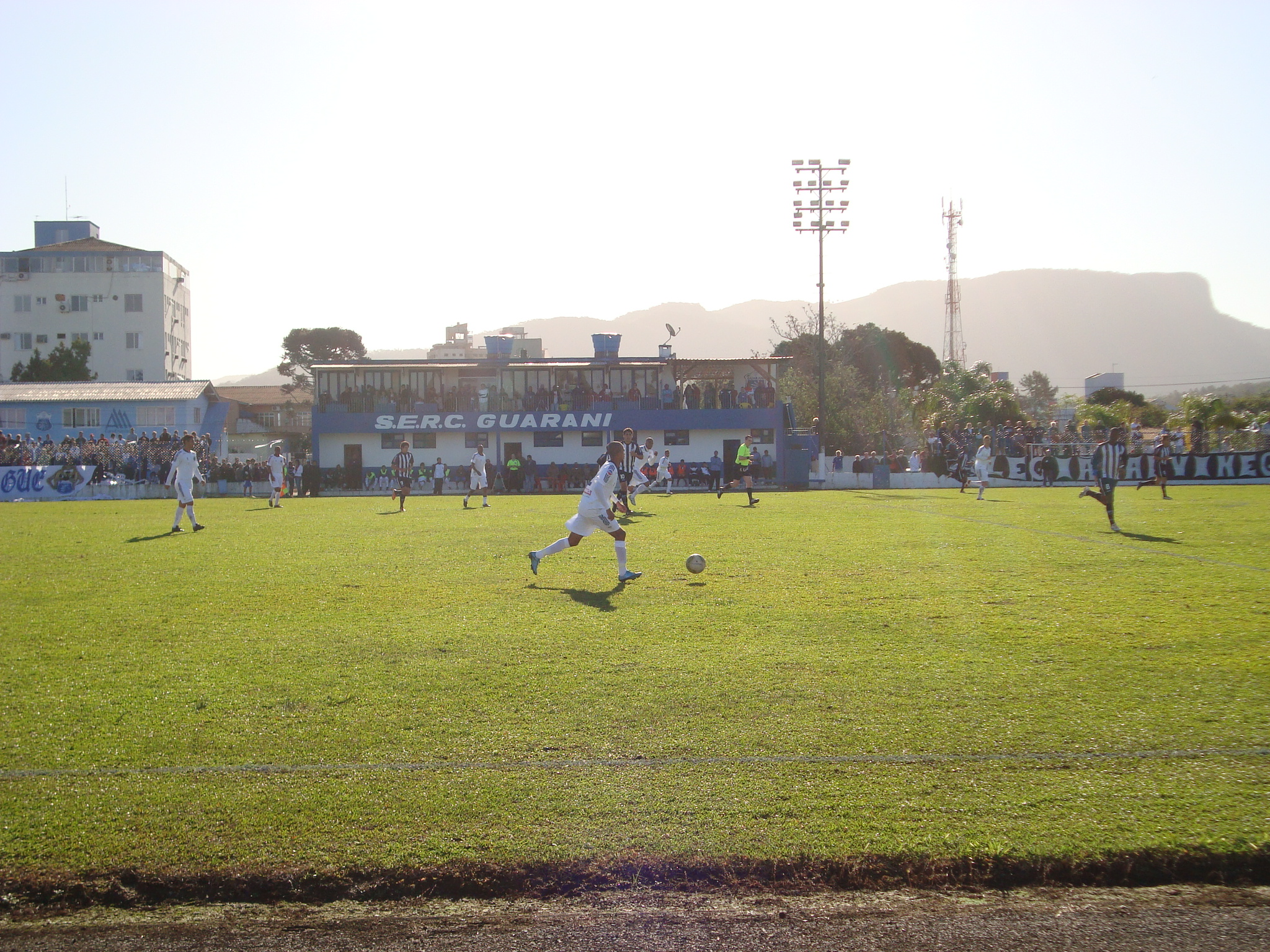

O Estádio Renato Silveira é um estádio de futebol localizado na parte central do município de Palhoça, SC. Inaugurado em 1972 o estádio pertence ao único clube de futebol profissional da cidade o Guarani. É o maior estádio de futebol da cidade, tem capacidade para 3 000 pessoas. Em 2013 o estádio passou por reformas para receber os jogos do Guarani na Divisão Principal do Campeonato Catarinense de 2013. O maior público foi na partida entre o Guarani e o Figueirense válida pelo Campeonato Catarinense de 2004, naquele dia, 4.309 torcedores foram ao estádio ver a vitória do Bugre por 1 a 0.

## Histórico em Competições

### Campeonato Catarinense

#### Série B
(*): Após o rebaixamento em 2008, o Guarani não teve condições de disputar a Série B no mesmo ano.